# Quận Rockland, New York

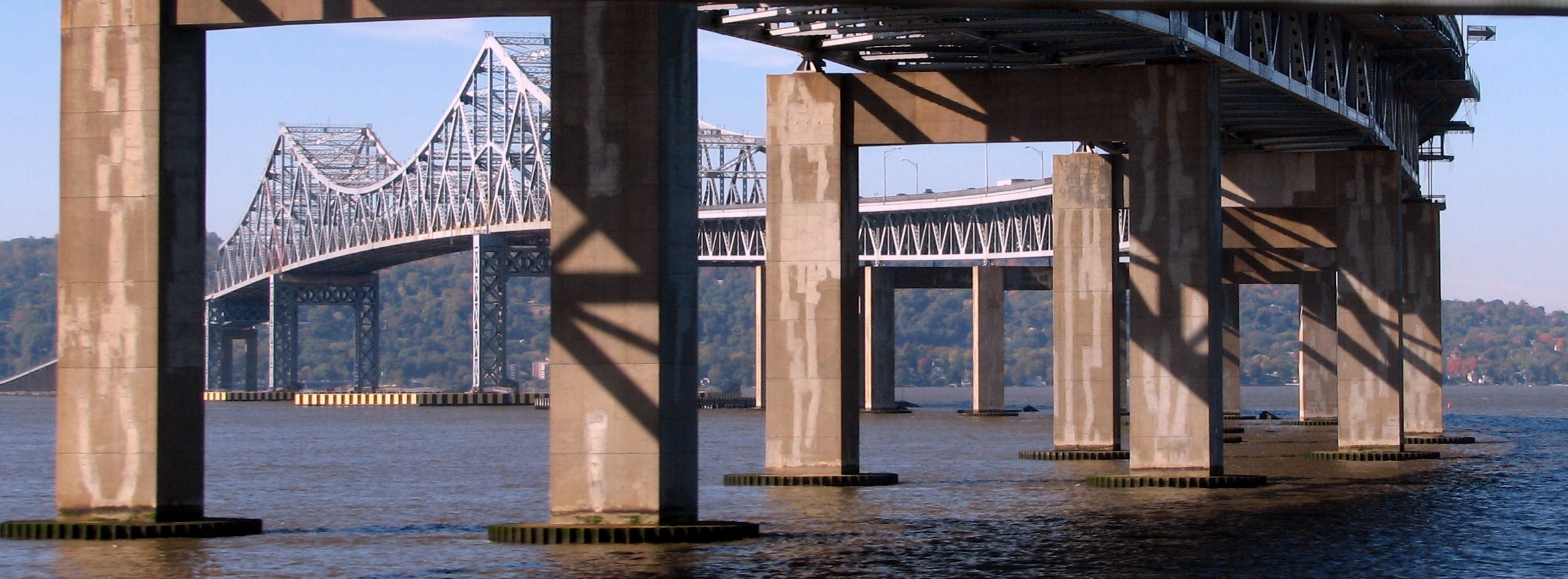
Cầu Tappan Zee Bridge.

Quận Rockland (tiếng Anh: Rockland County) là một quận trong tiểu bang New York, Hoa Kỳ. Quận lỵ là thành phố New City6. Theo điều tra dân số năm 2000 của Cục điều tra dân số Hoa Kỳ, quận này có dân số 286.753 người 2.

## Địa lý
Theo Cục điều tra dân số Hoa Kỳ, quận có tổng diện tích 515 km², trong đó có 65 km2 là diện tích mặt nước.